# Johann Leonhard Scherlin
Johann Leonhard Scherlin (auch Iohannes Leonhardus Scherlin, * im 17. Jahrhundert; † im 18. Jahrhundert) war ein deutscher Mediziner.

## Leben
Johann Leonhard Scherlin wirkte Anfang des 18. Jahrhunderts als ordentlicher Physikus des Capitels und als Stadtphysikus in Bamberg.
Unter der Präsidentschaft von Lukas Schröck wurde Johann Leonhard Scherlin am 26. Oktober 1704 unter der Matrikel-Nr. 259 mit dem akademischen Beinamen Thrasyas als Mitglied in die Deutsche Akademie der Naturforscher Leopoldina aufgenommen.